# Charadrius javanicus
Charadrius javanicus е вид птица от семейство Charadriidae. Видът е почти застрашен от изчезване.

## Разпространение
Видът е разпространен в Индонезия.